# Power Rangers S.P.D.
Power Rangers S.P.D. è l'undicesima serie dedicata ai Power Rangers, trasmessa nel 2005 su territorio statunitense. È basata sulla serie giapponese di Super sentai intitolata Tokusou Sentai DekaRanger.

## Trama
Nel 2120 la moderna tecnologia permette di dare una svolta alla cattura dei criminali nelle città.
Una nuova società poliziesca chiamata S.P.D. (Space Patrol Delta) sfrutta queste tecnologie per creare un nuovo gruppo di power ranger, chiamati Power Ranger Space Patrol Delta.
Essi usano i loro super poteri per sconfiggere il malvagio imperatore Grumm e il suo esercito, il quale cerca di conquistare la Terra.

## Episodi
| Stagione       | Episodi | Prima TV USA | Prima TV Italia |
| -------------- | ------- | ------------ | --------------- |
| Prima stagione | 38      | 2005         | 2006            |

## Personaggi e interpreti

### S.P.D. Ranger
- Jack Landors/S.P.D. Red Ranger, interpretato da Brandon Jay McLaren, doppiato da Mirko Mazzanti.
Un ladro vagabondo assieme alla sua migliore amica Z, Jack si è offerto volontario per diventare il Red Ranger della Squadra B in modo da potere salvare la vita a Z e al resto della squadra. Il suo potere genetico gli permette di diventare intangibile e passare attraverso qualsiasi oggetto.
- Schuyler "Sky" Tate/S.P.D. Blue Ranger, interpretato da Chris Violette[1], doppiato da Fabio Boccanera.
Uno dei migliori cadetti dell'S.P.D., con il sogno di diventare un Red Ranger come il padre morto eroicamente in missione. Il suo potere genetico gli permette di creare campi di forza.
- Bridge Carson/S.P.D. Green Ranger, interpretato da Matt Austin, doppiato da Corrado Conforti.
Genio strambo del gruppo che si perde in paroloni, ma nota sempre particolari che gli altri non vedono. Il suo potere genetico è una specie di psicometria e la capacità di leggere e interpretare auree ed energia, ma non ha controllo su questa sua abilità, infatti indossa sempre i guanti.
- Elizabeth "Z" Delgado/S.P.D. Yellow Ranger, interpretata da Monica May, doppiata da Maura Cenciarelli.
Vissuta in strada con Jack, che considera come un fratello, a differenza di lui accetta di entrare in S.P.D. per migliorare il mondo. Il suo potere genetico le permette di creare copie di se stessa.
- Sydney "Syd" Drew/S.P.D. Pink Ranger, interpretata da Alycia Purrott, doppiata da Silvia Tognoloni.
Il lavoro dei suoi genitori all'S.P.D. ha causato l'alterazione del suo DNA, dandole l'abilità di mutare la sua mano in qualsiasi materiale tocchi.
- Anubis "Doggie" Cruger/S.P.D. Shadow Ranger, interpretato da John Tui, doppiato da Massimo Rinaldi. È il capo della S.P.D. e il più potente di tutti i Ranger.
- Dr. Katherine "Kat" Manx/S.P.D. Kat Ranger, interpretata da Michelle Langstone, doppiata da Francesca Guadagno.
- Sam/S.P.D. Omega Ranger, interpretato da Brett Stewart, doppiato da Paolo Vivio.
- S.P.D. Nova Ranger, interpretata da Antonia Prebble.Un cosplay dell'Omega Ranger, personaggio appartenente alla serie.

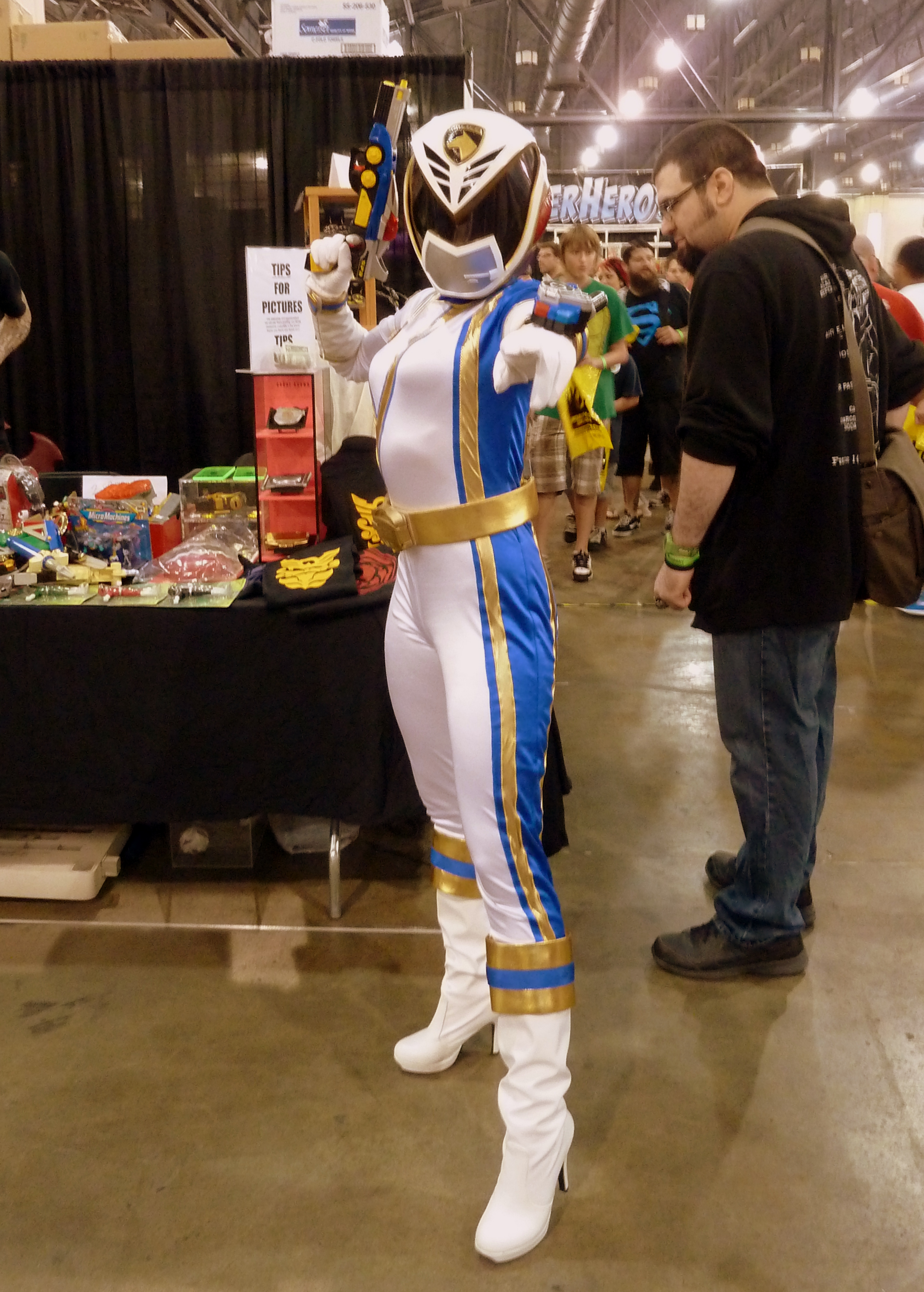
Un cosplay dell'Omega Ranger, personaggio appartenente alla serie.

### Nemici
Gli antagonisti invece sono:
- L'imperatore Gruumm.
- Mora: una bambina di dieci anni che crea mostri semplicemente immaginandoli.
- Broodwing: un pipistrello che finanzia Grumm dandogli robot e Crybot. Nell'ultima puntata si rende indipendente e per qualche ora conquista l'accademia.
- Omni: è l'essere comandante di Grumm. Verrà sconfitto nell'ultimo episodio dal raggio della base.
- Krybot: robot al servizio di Grumm e Broodwing. Ne esistono due varianti: i Blue Krybot sanno parlare, ma sono scarsi nel combattimento; gli Orange sono molto aggressivi.

Grumm e gli altri sono aiutati poi da molti alieni malvagi che si sono trasferiti sulla Terra come clandestini.